# Palazzo Pallavicini (Vienna)

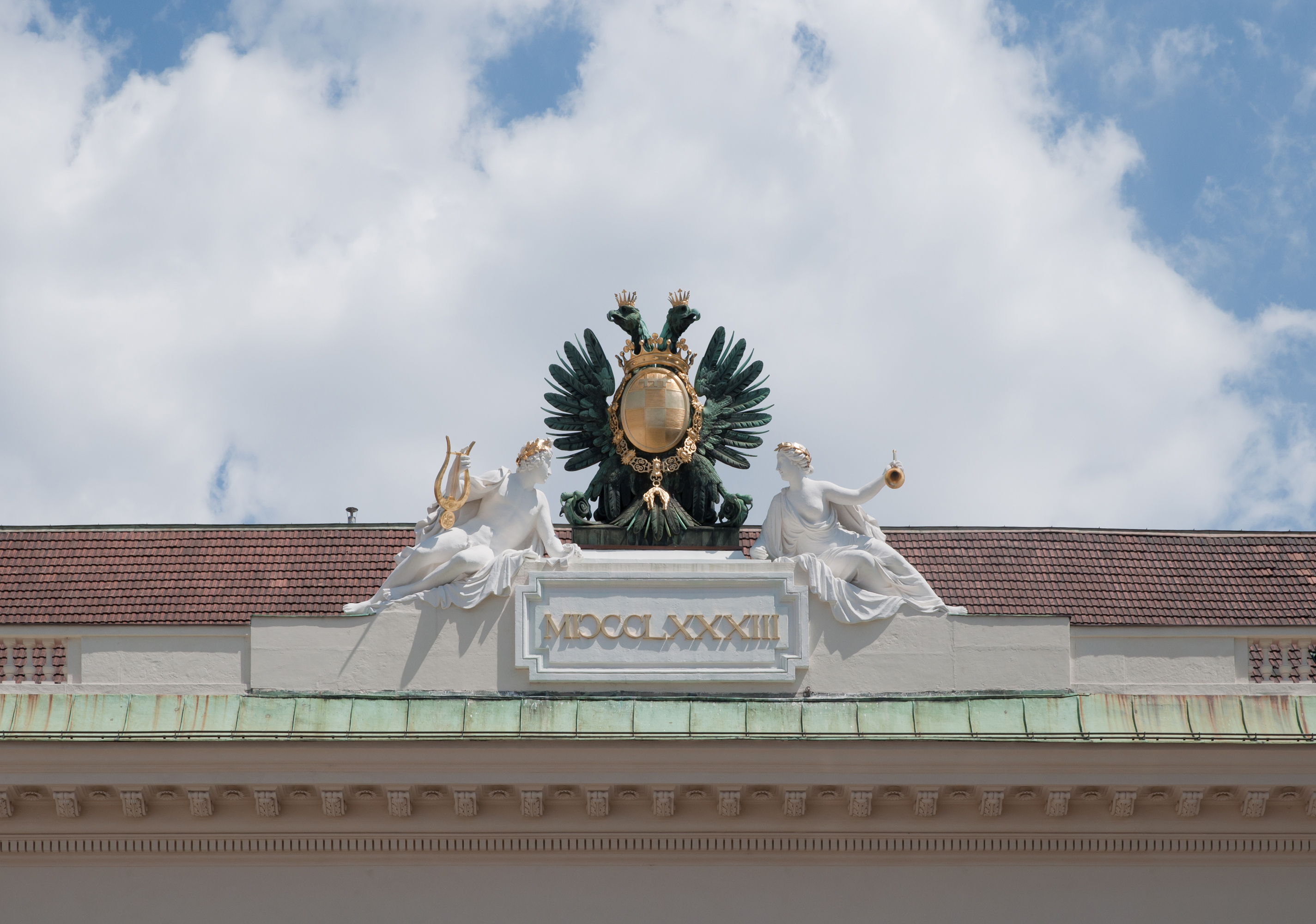
Arma dei Pallavicini su cornicione

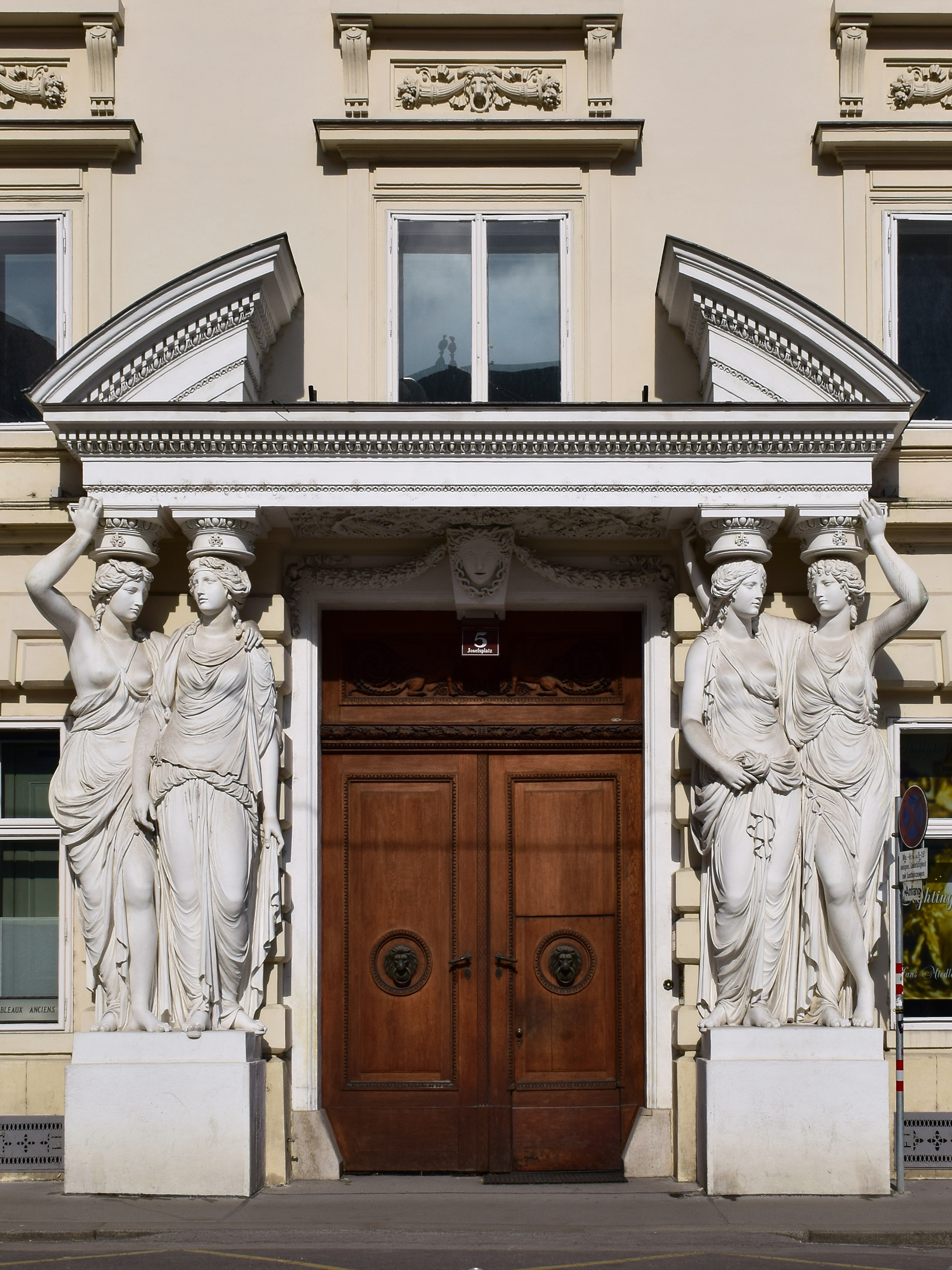
Cariatidi sul Portale del Palazzo

Il Palazzo Pallavicini, noto anche come Palazzo Fries-Pallavicini, è un edificio prestigioso nel centro della città di Vienna. 

## Storia
Al posto del palazzo vi era originariamente una casa patrizia dei conti Salm. All'inizio del XVI secolo era proprietà del difensore di Vienna durante l'assedio del 1529, conte Niklas Salm il Vecchio. Il fratello Ettore lo vendette nel 1559 all'imperatore Ferdinando I d'Asburgo, che lo lasciò poi al figlio cadetto Carlo II d'Austria. Quando la nipote Elisabetta, consorte del re di Francia Carlo IX, rientrò vedova a Vienna, acquistò l'immobile e nel 1592 vi fondò l'Abbazia Reale di Vienna, della quale fu la prima badessa. Dopo la sua abolizione, da parte dell'imperatore Giuseppe II nel 1782 i singoli corpi di fabbricato vennero spartiti.
Una parte andò al banchiere, e successivamente conte, Johann von Fries, che acquistò anche l'ex canonica della chiesa di corte. Negli anni 1783/84 egli fece demolire le singole parti di fabbricato ed al loro posto fece erigere un nuovo palazzo per sé e per la propria famiglia. 
Il palazzo è uno dei capolavori dell'architetto Johann Ferdinand Hetzendorf von Hohenberg, il progettista della Gloriette dei giardini del castello di Schönbrunn. 
La parte posteriore del complesso che dà sulla Bräunerstraße fu già da subito eretta come casa per abitazioni in affitto.
La parte frontale del palazzo fu la prima in Vienna ad essere eretta in stile neoclassico. I contemporanei trovarono la facciata troppo frugale, forse a causa del confronto con il vicino Palazzo di Corte.
Entrambi i figli dell'architetto, Giuseppe e Maurizio I, furono mecenati importanti.
La galleria del Palazzo conteneva 300 dipinti e più di cento incisioni. Nel palazzo si trovava una biblioteca di 16.000 volumi ed un'importante raccolta di sculture. Famosi erano i concerti e le soirée, che venivano tenute nella sala di rappresentanza.
Nel 1828, dopo il fallimento dei Fries il palazzo divenne di proprietà del barone Georg Simon von Sina e la raccolta di opere d'arte all'interno venduta all'asta. Nel 1842 fu acquistato dal marchese Edoardo Pallavicini, i cui successori lo abitarono ma ne diedero in affitto una gran parte.
Nel 1873 l'interno dell'edificio, proprietario il marchese Alessandro Pallavicini, fu ristrutturato in stile storicistico, soprattutto lo scalone e lo spazio per le feste.
Nell'allora rivoluzionaria sobrietà del classicismo, si rinunciò ad ogni abbellimento della facciata – non fu nemmeno prevista alcuna decorazione del portale d'ingresso.
Di fronte al palazzo, per di più, furono posti a distanze regolari alcuni vasi. Questo portò a un allora non abbellimento barocco, allora fuori moda, che dava valore decorativo a un punto centrale della facciata (il portale d'ingresso) in stile totalmente  contrario.
Il palazzo fu luogo di numerose feste, con le quali i Pallavicini mettevano in mostra la loro ricchezza. La contemporanea principessa Nora Fugger, descrive così il palazzo nella sua Biografia:
(Principessa Nora Fugger, Im Glanz der Kaiserzeit, Edizioni Amalthea, Vienna, 1932, pp. 92–93)
Anche nel XX secolo il palazzo ebbe la sua importanza: nel film Il terzo uomo vi abita il protagonista Harry Lime.

## Descrizione
La facciata principale classicistica sulla Josefsplatz appare, proprio per la sua semplicità, molto elegante. Essa è "mossa" solo dalle sue undici finestre. Tra il piano terra e il primo piano sta un piano ammezzato. A causa delle allora cattive critiche all'architettura, la proprietà fece erigere successivamente un portale come figura rappresentativa. Per stare al vento delle critiche, il conte  Fries incaricò l'architetto Franz Anton von Zauner di aggiungere al portale due coppie di cariatidi e varie figure all'attico. Le cariatidi sorreggono un timpano spezzato, risalgono al 1786 e sono opera di Franz Anton von Zauner . I vasi che precedentemente si trovavano dinnanzi alla facciata sono ora nel parco del castello di Vöslau. L'attico è decorato con un grosso stemma dei Pallavicini, che è sorretto da due figure allegoriche sedute. Lo scalone d'onore, con il suo inizio ad arco e con le sue decorazioni a stucco, fu "modernizzato" nel 1873. Gli spazi del piano nobile sono splendidamente decorati da specchi, arazzi, lampadari a corona e camini. Particolarmente bella è la sala delle feste, decorata prevalentemente in stile neo-rococò.